# Fatoumatta Njai
Fatoumatta Njie-Batchilly, bekannt auch als Touma Njai (* 30. August 1970 in Banjul), ist eine Politikerin im westafrikanischen Staat Gambia.

## Leben
Njai stammt aus einer wohlhabenden Familie, ihr Großvater galt als reichster Gambier seiner Zeit. Ihr Vater Housainou Njie († 2002) war CEO der Gambia Commercial and Development Bank. Sie ist die Nichte von Lady Chilel Jawara. Präsident Dawda Jawara, dem sie laut eigenen Angaben nahe stand, war ihr Großonkel. Njai ist verheiratet und Mutter von drei Kinder.
Sie besuchte einige der renommiertesten Schulen des Landes und studierte anschließend von 1992 bis 1995 Politik und Internationale Beziehungen an der University of Kent und erwarb den Bachelor. Danach arbeitete sie mehrere Jahre im öffentlichen Dienst. Den Master in Business Administration erwarb sie von 2012 bis 2015 an der Edinburgh Business School.
| Parlamentswahl | Stimmen | Stimmanteil |
| -------------- | ------- | ----------- |
| 2017           | 1.411   | 58,52 %     |
| 2022           | 1.538   | 39,77 %     |

Im Februar 2017 kündigte sie offiziell an, in die Politik zu gehen.
Bei den Parlamentswahlen 2017 trat Njai als Kandidatin der People’s Progressive Party (PPP) im Wahlkreis Banjul South zur Wahl an und konnte den Wahlkreis, trotz vier Gegenkandidaten mit der absoluten Mehrheit, erfolgreich für sich gewinnen. Während ihrer Amtszeit erklärten PPP-Mitglieder um den späteren Parteivorsitzenden Kebba Jallow ihren Ausschluss aus der Partei, was sie aber zurückwies. Bei den Parlamentswahlen 2022 erreichte Njai als Parteilose erneut die meisten Stimmen im Wahlkreis und wurde Mitglied der 6. Gambischen Nationalversammlung.